# Davis (Familienname)
Davis ist ein Familienname, der vor allem in  englischsprachigen Gebieten häufig vorkommt.

## Herkunft und Bedeutung
Davis steht in Beziehung zum König David im Alten Testament und ist ursprünglich entstanden als patronymische s-Bildung zu dem häufigen Vornamen David, als Verkürzung aus Davids. Eine Variante des Namens ist Davies.

## Namensträger

### A
- Aaron Davis (Musiker) (* 1953), US-amerikanisch-kanadischer Pianist und Komponist
- Aaron Davis (Boxer) (* 1967), amerikanischer Boxer
- Aaron Davis (Eishockeyspieler) (* 1979), amerikanischer Eishockeyspieler
- Aaron P. Davis (* 1965), niederländischer Botaniker
- Aasha Davis (* 1973), US-amerikanische Schauspielerin
- Al Davis (1929–2011), US-amerikanischer Franchisebesitzer der National Football League
- Alan Davis (* 1956), britischer Comiczeichner
- Alexander Davis (Politiker) (1833–1889), US-amerikanischer Politiker
- Alexander Davis (Schauspieler) (* 2006/2007), kanadischer Schauspieler
- Alexander Jackson Davis (1803–1892), US-amerikanischer Architekt
- Alexander K. Davis (um 1845–1884) US-amerikanischer Politiker
- Alfred Davis (1866–1924), englischer Fußballtrainer und -funktionär
- Allan Davis (* 1980), australischer Radrennfahrer
- Allen Clayton Davis (1927–2025), US-amerikanischer Diplomat
- Allison Davis (1902–1983), US-amerikanischer Anthropologe
- Amos Davis (1794–1835), US-amerikanischer Politiker
- Andre M. Davis (* 1949), US-amerikanischer Jurist
- Andrew Davis (Dirigent) (1944–2024), britischer Dirigent
- Andrew Davis (Regisseur) (* 1946), US-amerikanischer Filmregisseur
- Andrew Davis (Politiker), britischer Politiker, Bürgermeister von Warminster
- Andrew Davis (Rennfahrer) (* 1977), US-amerikanischer Automobilrennfahrer
- Andrew Davis (Eishockeyspieler) (* 1981), kanadischer Eishockeyspieler
- Andrew Jackson Davis (1826–1910), US-amerikanischer Spiritist
- Andy Davis (Schauspieler, 1950) (* 1950), US-amerikanischer Schauspieler
- Andy Davis (Fußballspieler) (* 1975), Fußballspieler der Britischen Jungferninseln
- Andy Davis (Schauspieler, II), US-amerikanischer Schauspieler
- Andy Davis (Musiker), US-amerikanischer Musiker und Songschreiber
- Andy Cresswell-Davis (* 1949), britischer Musiker und Musikproduzent, Mitglied von The Korgis
- Angela Davis (* 1944), US-amerikanische Bürgerrechtlerin
- Ann B. Davis (1926–2014), US-amerikanische Schauspielerin
- Annett Davis (* 1973), US-amerikanische Beachvolleyballspielerin
- Anthony Davis (Komponist) (* 1951), US-amerikanischer Komponist und Jazzpianist
- Anthony Davis (Footballspieler, 1952) (* 1952), US-amerikanischer American-Football-Spieler (Runningback)
- Anthony Davis (Footballspieler, 1969) (Anthony Darvise Davis; * 1969), US-amerikanischer American-Football-Spieler (Linebacker)
- Anthony Davis (Footballspieler, 1989) (Anthony Nathaniel Davis; * 1989), US-amerikanischer American-Football-Spieler (Tackle)
- Anthony Davis (* 1993), US-amerikanischer Basketballspieler
- Anthony Davis (Chemiker), britischer Chemiker
- Antonio Davis (* 1968), US-amerikanischer Basketballspieler
- April Mae Davis, US-amerikanische Schauspielerin
- Aree Davis (* 1991), US-amerikanische Schauspielerin
- Art Davis (1934–2007), US-amerikanischer Kontrabassist
- Art Davis (Regisseur) (* 1982), deutscher Video- und Filmregisseur, Produzent und Filmeditor
- Arthur Hoey Davis, eigentlicher Name von Steele Rudd (1868–1935), australischer Schriftsteller
- Arthur Davis (Regisseur) (1905–2000), US-amerikanischer Filmregisseur, Animator und Drehbuchautor
- Arthur Joseph Davis (1878–1951), britischer Architekt
- Arthur Marshall Davis (1907–1963), US-amerikanischer Jurist
- Arthur P. Davis (Arthur Powell Davis; 1861–1933), US-amerikanischer Ingenieur
- Arthur Paul Davis (1904–1996), US-amerikanischer Literaturwissenschaftler
- Artur Davis (* 1967), US-amerikanischer Politiker
- Austin Davis (* 1989), US-amerikanischer Politiker

### B
- Baron Davis (* 1979), US-amerikanischer Basketballspieler
- Barry Davis (Regisseur) (1936–1990), britischer Film- und Theaterregisseur
- Barry Davis (Footballspieler) (* 1943), australischer Australian-Football-Spieler
- Barry Davis (Ringer) (Barry Alan Davis; * 1961), US-amerikanischer Ringer im Bantamgewicht
- Battle Davis (1952–1994), US-amerikanischer Filmeditor
- Ben Davis (* 1961), britischer Kameramann
- Ben Davis (Fußballspieler, 2000) (* 2000), thailändisch-englisch-singapurischer Fußballspieler
- Ben Hunt-Davis (* 1972), britischer Ruderer
- Benjamin Byron Davis (* 1972), US-amerikanischer Schauspieler, Autor, Regisseur und Synchronsprecher
- Benjamin O. Davis Jr. (1912–2002), General der US Air Force
- Bennie L. Davis (1928–2012), General der US Air Force
- Bergen Davis (1869–1958), US-amerikanischer Physiker
- Bernard Davis (1893–unbekannt), US-amerikanischer Bankier und Philatelist
- Bernard David Davis (1916–1994), US-amerikanischer Mikrobiologe
- Beryl Davis (1924–2011), britisch-amerikanische Sängerin
- Bette Davis (1908–1989), US-amerikanische Schauspielerin
- Betty Davis (1945–2022), US-amerikanische Sängerin
- Bill Davis (1929–2021), kanadischer Politiker
- Billie Davis (* 1945), britische Sängerin
- Billy Davis junior (* 1938), US-amerikanischer Musiker
- Blaine Ridge-Davis (* 1999), britische Radsportlerin
- Blind Willie Davis, US-amerikanischer Bluesmusiker
- Boo Boo Davis (* 1943), US-amerikanischer Bluesmusiker
- Brad Davis (Schauspieler) (1949–1991), US-amerikanischer Schauspieler
- Brad Davis (Footballspieler) (* 1953), US-amerikanischer American-Football-Spieler
- Brad Davis (Basketballspieler) (* 1955), US-amerikanischer Basketballspieler
- Brad Davis (Fußballspieler) (* 1981), US-amerikanischer Fußballspieler
- Brad Davis (Baseballspieler) (* 1982), US-amerikanischer Baseballspieler
- Brandon Davis (* 1995), US-amerikanischer Snowboarder
- Brian Davis (Bischof) (Brian Newton Davis; 1934–1998), neuseeländischer Geistlicher, Bischof von Wellington
- Brian Davis (Basketballspieler) (Brian Keith Davis; * 1970), US-amerikanischer Basketballspieler
- Brian Davis (Golfspieler) (Brian Lester Davis; * 1974), englischer Golfspieler
- Brian Davis (Kommentator), US-amerikanischer Sportkommentator
- Brian Newton Davis (1934–1998), neuseeländischer Priester
- Brinton B. Davis (1862–1952), US-amerikanischer Architekt
- Brooke Davis (* 1980), australische Schriftstellerin
- Bruce Davis (Bruce McGregor Davis; * 1942), US-amerikanisches Mitglied der Manson Family
- Bruce Davis (Footballspieler, 1956) (1956–2021), US-amerikanischer American-Football-Spieler
- Bruce Davis (Footballspieler, 1985) (* 1985), US-amerikanischer American-Football-Spieler
- Byron Davis (* 1973), australischer Squashspieler

### C
- Calvin Davis (1972–2023), US-amerikanischer Leichtathlet
- Candice Davis (* 1985), US-amerikanische Hürdenläuferin
- Carl Davis (Musikproduzent) (1934–2012), US-amerikanischer Musikproduzent
- Carl Davis (1936–2023), US-amerikanischer Komponist
- Carlie Davis (* 1991), US-amerikanische Fußballspielerin
- Carlton Davis (* 1996), US-amerikanischer American-Football-Spieler
- Carole Davis (* 1958), Schauspielerin und Sängerin
- Caroline Davis (* 1981), US-amerikanische Jazzsaxophonstin
- Chandra Davis (* 1978), US-amerikanisches Model und Sängerin
- Charles Davis (Politiker) (1884–1959), australischer Politiker (South Australia)
- Charles Davis (Theologe) (1923–1999), britischer Theologe
- Charles Davis (Schauspieler) (1925–2009), irischer Schauspieler
- Charles Davis (Saxophonist) (1933–2016), US-amerikanischer Jazzsaxophonist
- Charles Davis (Kunsthistoriker) (1939–2015), US-amerikanischer Kunsthistoriker
- Charles Davis (Flötist) (* 1946), australischer Jazzflötist
- Charles Carroll Davis (1911–2004), US-amerikanischer Meeresbiologe
- Charles Crawford Davis (1893–1966), US-amerikanischer Tontechniker
- Charles Henry Davis (1807–1877), US-amerikanischer Admiral, Astronom und Hydrograph
- Charles Michael Davis (* 1984), US-amerikanischer Schauspieler und Model
- Charles Russell Davis (1849–1930), US-amerikanischer Politiker
- Charles Till Davis (1929–1998), US-amerikanischer Historiker
- Charlie Davis (Charles Fremont Davis; 1899–1991), US-amerikanischer Jazzmusiker und Songwriter
- Claude Davis (* 1979), jamaikanischer Fußballspieler
- Clifford Davis (1897–1970), US-amerikanischer Politiker
- Clive Davis (* 1932), US-amerikanischer Musikmanager und Produzent
- Colin Davis (1927–2013), britischer Dirigent
- Colin Davis (Rennfahrer) (1933–2012), britischer Formel-1-Pilot
- Corey Davis (* 1995), US-amerikanischer Footballspieler
- Cushman Kellogg Davis (1838–1900), US-amerikanischer Politiker
- Cyrus W. Davis (1856–1917), US-amerikanischer Geschäftsmann und Politiker

### D
- Dada Davis (* 1993), südsudanesischer Fußballspieler
- Daidy Davis-Boyer († 2012), französische Musikproduzentin
- Dale Davis (* 1969), US-amerikanischer Basketballspieler
- Damian Davis, australischer Fernsehproduzent, Fernsehregisseur und Drehbuchautor
- Damion Davis (Florian Renner; * 1980), deutscher Musiker, Schauspieler und Filmemacher
- Dana Davis (* 1978), US-amerikanische Schauspielerin
- Dane A. Davis, Tontechniker
- Daniel Davis (Schauspieler) (* 1945), US-amerikanischer Schauspieler
- Daniel F. Davis (1843–1897), US-amerikanischer Politiker
- Daniel Gateward Davis (1788–1857), anglikanischer Bischof
- Danny Davis (Country-Musiker) (1925–2008), US-amerikanischer Country-Musiker, Trompeter und Bandleader
- Danny Davis (Jazzmusiker), US-amerikanischer Jazzmusiker, Saxophonist, Flötist und Perkussionist
- Danny Davis (Snowboarder) (* 1988), US-amerikanischer Snowboarder
- Danny K. Davis (* 1941), US-amerikanischer Politiker
- Danute Bankaitis-Davis (1958–2021), US-amerikanische Radrennfahrerin
- Daryl Davis, US-amerikanischer Musiker
- Dave Davis (Leichtathlet) (* 1937), US-amerikanischer Kugelstoßer
- Dave Davis (Komiker) (* 1973), deutscher Kabarettist und Komiker
- Dave Davis (DJ) (* 1973), belgischer Diskjockey und Produzent
- Dave Davis (Schauspieler) (* 1989), US-amerikanischer Schauspieler
- David Davis (Bergwerkspionier) sen. (1797–1866), walisischer Bergbaupionier und Unternehmer
- David Davis (Politiker, 1815) (1815–1886), US-amerikanischer Politiker (Illinois) und Richter
- David Davis (Unternehmer) (1821–1884), walisischer Unternehmer
- David Davis (Autor) (1937–2022), US-amerikanischer Drehbuchautor und Produzent
- David Davis (Politiker, 1948) (* 1948), britischer Politiker
- David Davis (Politiker, 1959) (* 1959), US-amerikanischer Politiker (Tennessee)
- David Davis Cámara (* 1976), spanischer Handballspieler
- David Davis (Fußballspieler) (* 1991), englischer Fußballspieler
- David Brion Davis (1927–2019), US-amerikanischer Historiker
- David J. Davis (1870–1942), US-amerikanischer Politiker (Pennsylvania)
- David William Davis (1873–1959), US-amerikanischer Politiker (Idaho), siehe D. W. Davis
- DeAngelo Davis, US-amerikanischer Schauspieler
- Deane C. Davis (1900–1990), US-amerikanischer Politiker (Vermont)
- Deborah Davis (Schriftstellerin) (* 1952), amerikanische Schriftstellerin
- Deborah Davis (Sängerin) (* 1956), amerikanische Jazzsängerin
- Deborah Davis (Psychologin), amerikanische Psychologin
- Deborah Davis (Drehbuchautorin), britische Drehbuchautorin
- Deborah Dean Davis, amerikanische Drehbuchautorin
- Demario Davis (* 1989), US-amerikanischer American-Football-Spieler
- Dennis Davis (1949–2016), US-amerikanischer Schlagzeuger
- Derek Davis (1948–2015), irischer Fernsehmoderator
- Desmond Davis (1926–2021), britischer Filmregisseur, Drehbuchautor und Kameramann
- Dexter Davis (Footballspieler, 1970) (Dexter Wendell Jackson Davis; * 1970), US-amerikanischer American-Football-Spieler
- Dexter Davis (Produzent), US-amerikanischer Filmproduzent und Regisseur
- Dexter Davis (Footballspieler, 1986) (Dexter Alexander Davis; * 1986), US-amerikanischer American-Football- und Canadian-Football-Spieler
- Dexter Davis (Footballspieler, 1990) (Dexter B. Davis, Jr.; * 1990), US-amerikanischer Canadian-Football- und Arena-Football-Spieler
- Diana Davis (* 2003), US-amerikanisch-russische Eiskunstläuferin
- Diane Davis (Rhetorikerin) (* 1963), US-amerikanische Rhetorikerin und Hochschullehrerin
- Diane Davis (Squashspielerin), australische Squashspielerin
- Dick Davis (1917–1954), US-amerikanischer Saxophonist und Bandleader
- Dickie Davis (1922–1999), englischer Fußballspieler
- Dixie Davis (1905–1969), US-amerikanischer Anwalt
- Dolly Davis (1896–1962), französische Filmschauspielerin
- Don Davis (Rennfahrer) (1933–1962), US-amerikanischer Rennfahrer
- Don Davis (Produzent) (1938–2014), US-amerikanischer Musikproduzent, Songwriter und Gitarrist
- Don Davis (Jazzmusiker) (* um 1950), US-amerikanischer Jazzmusiker
- Don Davis (Künstler) (Donald E. Davis; * 1952), US-amerikanischer Künstler
- Don Davis (Komponist) (Donald Romain Davis; * 1957), US-amerikanischer Filmkomponist
- Don Davis (Footballspieler, 1943) (* 1943), US-amerikanischer American-Football-Spieler
- Don Davis (Politiker) (Donald Davis; * 1971), US-amerikanischer Politiker
- Don Davis (Footballspieler, 1972) (* 1972), US-amerikanischer American-Football-Spieler
- Don S. Davis (1942–2008), US-amerikanischer Schauspieler
- Donald Davis (Dramatiker) (1904–1992), US-amerikanischer Dramatiker
- Donald G. Davis (Bibliothekswissenschaftler) (* 1939), US-amerikanischer Bibliothekswissenschaftler und Hochschullehrer
- Donald G. Davis (Politiker) (* 1971), US-amerikanischer Politiker
- Donald J. Davis (1929–2007), US-amerikanischer Geistlicher, Bischof von Erie
- Donald R. Davis (Entomologe) (* 1934), US-amerikanischer Insektenkundler
- Donald R. Davis (Astronom), US-amerikanischer Astronom
- Donald R. Davis (Wirtschaftswissenschaftler) (Donald Ray Davis; * 1956) US-amerikanischer Wirtschaftswissenschaftler und Hochschullehrer
- Dorita Davis (1906–1980), argentinische Tangosängerin und Schauspielerin
- Dorothy Salisbury Davis (1916–2014), US-amerikanische Schriftstellerin
- Douglas Davis (1933–2014), US-amerikanischer Künstler und Kunstkritiker
- Dwight Delbert Davis (1908–1965), US-amerikanischer Biologe
- Dwight Filley Davis (1879–1945), US-amerikanischer Politiker und Tennisspieler

### E
- Eb Davis (* 1945), US-amerikanischer Bluesmusiker und R&B-Sänger
- Ed Davis (Edward Adam Davis; * 1989), US-amerikanischer Basketballspieler
- Eddie Davis (Regisseur) (1902–1987), US-amerikanischer Regisseur
- Eddie Davis (Boxer) (* 1951), US-amerikanischer Boxer
- Eddie Lockjaw Davis (1922–1986), US-amerikanischer Saxophonist und Komponist
- Eddy Davis (1940–2020), US-amerikanischer Jazzmusiker
- Edgar Davis (Golfspieler) (1873–1927), US-amerikanischer Golfspieler
- Edgar Davis (Leichtathlet) (* 1940), südafrikanischer Sprinter
- Edmund J. Davis (1827–1883), US-amerikanischer Offizier und Politiker (Texas)
- Edward Davis (Pirat) (vor 1660–nach 1702), Bukanier in Jamaika
- Edward Davis (General) (* 1963), britischer Marinegeneral und Gouverneur von Gibraltar
- Edward Louis Davis (1926–1994), US-amerikanischer Schauspieler, Unternehmer, Musiker und Produzent
- Edward M. Davis (1916–2006), US-amerikanischer Politiker und Polizeibeamter
- Edward W. Davis (Edward Wilson Davis; 1888–1973), US-amerikanischer Metallurg und Hochschullehrer
- Edward Ziegler Davis (vor 1880–1925), US-amerikanischer Literaturwissenschaftler
- Edwin John Davis (1826–1901), anglikanischer Geistlicher und Forschungsreisender in Kleinasien
- Eleanor Davis (* 1983), US-amerikanische Comiczeichnerin und Illustratorin
- Elliot Davis (* 1948), US-amerikanischer Kameramann
- Emma Davis (* 1997), US-amerikanische Tennisspielerin
- Éric Davis (* 1991), panamaischer Fußballspieler
- Ernestine Davis (Tiny Davis; 1907–1994), US-amerikanische Jazztrompeterin und Sängerin
- Ernie Davis (1939–1963), US-amerikanischer American-Football-Spieler
- Essie Davis (* 1970), australische Schauspielerin
- Ethel Davis, liberianische Diplomatin
- Eugene Davis (Journalist) (1857–1897), irischer Journalist und Dichter
- Eugene Davis (Footballspieler) (1870–1946), US-amerikanischer Arzt und American-Football-Spieler und -Trainer
- Eugene Davis (Fußballspieler) (* 1953), irischer Fußballspieler
- Eunice Davis (1920–1999), US-amerikanische Sängerin und Liedtexterin
- Everard Davis (1912–2005), britischer Leichtathlet
- Ewin L. Davis (1876–1949), US-amerikanischer Politiker

### F
- Fabian Davis (* 1974), jamaikanischer Fußballspieler
- Floyd Davis (1909–1977), US-amerikanischer Automobilrennfahrer
- Francis Davis (Dichter) (The Belfast Man; 1810–1885), irischer Dichter
- Francis Davis (Journalist) (1946–2025), US-amerikanischer Musikjournalist
- Francis W. Davis (1887–1978), US-amerikanischer Ingenieur und Erfinder
- Frank Davis (Drehbuchautor) (1897–1984), US-amerikanischer Drehbuchautor und Filmproduzent
- Frank Davis (Musiker), US-amerikanischer Schlagzeuger und Bandleader
- Frank Davis (Politiker, 1900) (Francis John Davis; 1900–1980), australischer Politiker
- Frank Davis (Politiker, 1936) (1936–2018), US-amerikanischer Politiker
- Frank Davis (Schauspieler), US-amerikanischer Schauspieler
- Frank Davis (Rennfahrer), US-amerikanischer Automobilrennfahrer
- Frank H. Davis (Frank Hamilton Davis; 1910–1979), US-amerikanischer Politiker
- Frank Marshall Davis (1905–1987), US-amerikanischer Journalist, Dichter und politischer Aktivist
- Fred Davis (1913–1998), englischer Snooker- und Billardspieler
- Frenchie Davis (* 1979), US-amerikanische Sängerin, Schauspielerin und Aktivistin

### G
- Gabe Davis (* 1999), US-amerikanischer American-Football-Spieler
- Gareth Davis (* 1979), britischer Musiker
- Garrett Davis (1801–1872), US-amerikanischer Politiker
- Garry Davis (1921–2013), US-amerikanischer Friedensaktivist
- Garth Davis (* 1974), australischer Regisseur
- Garvin Davis (* 1947), bahamaischer Boxer
- Garwin Davis (* 2004), vincentischer Fußballtorhüter
- Gary Davis (1896–1972), US-amerikanischer Bluesmusiker
- Geena Davis (* 1956), US-amerikanische Schauspielerin
- Gene Davis (Maler) (1920–1985), US-amerikanischer Maler
- Gene Davis (Politiker) (* 1945), US-amerikanischer Politiker
- Gene Davis (Ringer) (Eugene Davis; * 1945), US-amerikanischer Ringer
- Gene Davis (Schauspieler) (Eugene M. Davis), US-amerikanischer Schauspieler
- Geoff Davis (* 1958), US-amerikanischer Politiker
- Geoffrey V. Davis (1943–2018), britischer Literaturwissenschaftler
- George Davis (Politiker) (1820–1896), US-amerikanischer Politiker
- George Davis (Fußballspieler, 1868) (1868–??), englischer Fußballspieler
- George Davis (Fußballspieler, 1870) (1870–??), englischer Fußballspieler
- George Davis (Baseballspieler, 1870) (1870–1940), US-amerikanischer Baseballspieler
- George Davis (Fußballspieler, 1881) (1881–1969), englischer Fußballspieler
- George Davis (Schauspieler) (1889–1965), niederländisch-amerikanischer Schauspieler
- George Davis (Baseballspieler, 1890) (1890–1961), US-amerikanischer Baseballspieler
- George Davis (Fußballspieler, 1907) (1907–1990), englischer Fußballspieler
- George Davis (Fußballspieler, 1987) (* 1987), US-amerikanischer Fußballspieler
- George Davis (Autor) (1906–1957), US-amerikanischer Schriftsteller, zweiter Mann von Lotte Lenya
- George E. Davis (1850–1907), britischer Chemiker
- George Fleming Davis (1911–1945), US-amerikanischer Marineoffizier
- George R. Davis (1840–1899), US-amerikanischer Politiker
- George Davis junior (1938–2008), US-amerikanischer Musiker und Songwriter
- George S. Davis (1904–1992), US-amerikanischer Countrymusiker
- George T. Davis (1810–1877), US-amerikanischer Politiker
- George W. Davis (1914–1998), US-amerikanischer Artdirector
- George Whitefield Davis (1839–1918), US-amerikanischer Offizier
- Gerard Davis (* 1977), neuseeländischer Fußballspieler
- Gerry Davis (Drehbuchautor) (1930–1991), britischer Drehbuchautor und Schriftsteller
- Gerry Davis (Schiedsrichter) (* 1953), US-amerikanischer Baseballschiedsrichter
- Gervonta Davis (* 1994), US-amerikanischer Boxer
- Gilfor Davis (* 1978), vincentischer Fußballspieler
- Gladys Davis (1893–1965), britische Fechterin
- Glen Davis (* 1986), US-amerikanischer Basketballspieler
- Glenn Davis (Footballspieler) (1924–2005), US-amerikanischer Footballspieler
- Glenn Davis (Jazzmusiker) (1939/40–2018), US-amerikanischer Jazzmusiker
- Glenn Davis (Leichtathlet) (1934–2009), US-amerikanischer Hürdenläufer
- Glenn Davis (Baseballspieler) (* 1961), US-amerikanischer Baseballspieler
- Glenn Robert Davis (1914–1988), US-amerikanischer Politiker
- Geena Davis (* 1956), US-amerikanische Schauspielerin
- Grania Davis (1943–2017), US-amerikanische Science-Fiction- und Fantasy-Schriftstellerin und -Herausgeberin
- Gray Davis (* 1942), US-amerikanischer Politiker, Gouverneur von Kalifornien
- Greg Davis (Rugbyspieler) (1939–1979), australischer Rugbyspieler
- Greg Davis (Footballtrainer) (* 1951), US-amerikanischer Footballtrainer
- Greg Davis (Footballspieler, 1955) (* 1955), australischer Footballspieler
- Greg Davis (Politiker, 1962) (* 1962), kanadischer Politiker
- Greg Davis (Footballspieler, 1965) (* 1965), US-amerikanischer Footballspieler
- Greg Davis (* 1965), US-amerikanischer Rockmusiker, Gründer der Band Blood on the Saddle
- Greg Davis (Politiker, 1966) (* 1966), US-amerikanischer Politiker
- Greg Davis (Musiker) (* 1975), US-amerikanischer Musiker (elektronische Musik)
- Greg Davis (Eishockeyspieler) (* 1979), kanadischer Eishockeyspieler
- Greg Davis (* 1982), US-amerikanischer Basketballspieler, siehe Gregory Davis
- Greg Tarzan Davis (* 1993), US-amerikanischer Schauspieler
- Gustav Davis (1856–1951), österreichischer Journalist und Herausgeber
- Guy Davis (Musiker) (* 1952), US-amerikanischer Blues-Musiker und Schauspieler
- Guy Davis (Comiczeichner) (* 1966), US-amerikanischer Comic-Künstler

### H
- Hallowell Davis (1896–1992), US-amerikanischer Physiologe und Audiologe
- Hannah Davis (Kanutin) (* 1985), australische Kanutin
- Hannah Lux Davis (* 1986), US-amerikanische Videoregisseurin
- Hank Davis (* 1944), US-amerikanischer Science-Fiction-Autor und -Herausgeber
- Harold Davis (Leichtathlet) (1921–2007), US-amerikanischer Sprinter
- Harold Davis (Fußballspieler) (1933–2018), schottischer Fußballspieler
- Harold L. Davis (1894/1896–1960), US-amerikanischer Schriftsteller
- Harry Davis (Fußballspieler, 1873) (1873–1938), englischer Fußballspieler
- Harry Davis (Fußballspieler, 1879) (1879–1945), englischer Fußballspieler
- Harry Davis (Schauspieler) (1907–1993), US-amerikanischer Schauspieler
- Harry Davis (Fußballspieler, 1991) (* 1991), englischer Fußballspieler
- Harry L. Davis (Politiker) (Harry Lyman Davis; 1878–1950), US-amerikanischer Politiker
- Harry L. Davis (Wirtschaftswissenschaftler), US-amerikanischer Wirtschaftswissenschaftler
- Heath Davis (Cricketspieler) (* 1971), neuseeländischer Cricketspieler
- Heath Davis (Regisseur), australischer Regisseur, Drehbuchautor und Produzent
- Heather Davis (* 1974), kanadische Ruderin
- Henry Davis (Sänger) (1886–1946), US-amerikanischer Schauspieler und Sänger
- Henry Davis (Footballspieler) (1942–2000), US-amerikanischer American-Football-Spieler
- Henry Davis (Baseballspieler) (* 1999), US-amerikanischer Baseballspieler
- Henry C. Davis (1848–1889), US-amerikanischer Politiker
- Henry G. Davis (1823–1916), US-amerikanischer Unternehmer und Politiker
- Henry Hague Davis (1885–1944), kanadischer Jurist
- Henry William Carless Davis (Henry W. C. Davis; 1874–1928), britischer Historiker
- Henry Winter Davis (1817–1865), US-amerikanischer Politiker
- Herbert Davis (1893–1967), US-amerikanischer Hochschullehrer
- Hope Davis (* 1964), US-amerikanische Schauspielerin
- Horace Davis (1831–1916), US-amerikanischer Politiker
- Howard Davis (Hockeyspieler) (* 1932), britischer Hockeyspieler
- Howard Davis (Musiker) (1940–2008), britischer Geiger
- Howard Davis (Boxer) (1956–2015), US-amerikanischer Boxer
- Howard Davis (Leichtathlet) (* 1967), jamaikanischer Sprinter
- Howel Davis († 1719), walisischer Pirat
- Hubert Davis (Basketballspieler) (* 1970), US-amerikanischer Basketballspieler und -trainer
- Hubert Davis (Filmemacher), kanadischer Dokumentarfilmer
- Humphrey Davis (1949–2007), US-amerikanischer Saxophonist und Songwriter

### I
- Ian Davis (Manager) (* 1951), britischer Manager
- Ian Davis (Cricketspieler) (Ian Charles Davis; * 1953), australischer Cricketspieler
- Ian McNaught-Davis (1929–2014), britischer Bergsteiger und Fernsehmoderator
- Ingrid Davis (* 1969), deutsche Schriftstellerin
- Ira Davis (* 1936), US-amerikanischer Dreispringer
- Iris Davis (1950–2021), US-amerikanische Sprinterin

### J
- J. C. Séamus Davis (* um 1960), irisch-amerikanischer Physiker
- J. P. Davis, US-amerikanischer Drehbuchautor
- Jack Davis (Schauspieler) (1914–1992), US-amerikanischer Schauspieler
- Jack Davis (Politiker, 1916) (1916–1991), kanadischer Politiker
- Jack Davis (Schriftsteller) (1917–2000), australischer Dramatiker und Dichter
- Jack Davis (Zeichner) (1924–2016), US-amerikanischer Comiczeichner und Cartoonist
- Jack Davis (Leichtathlet) (1930–2012), US-amerikanischer Leichtathlet
- Jack Davis (Politiker, 1935) (1935–2018), US-amerikanischer Politiker (Illinois)
- Jack L. Davis (* 1950), US-amerikanischer Klassischer Archäologe
- Jackie Davis (1920–1999), US-amerikanischer Organist
- Jacob Davis (Schneider) (1834–1908), lettisch-US-amerikanischer Schneider
- Jacob Davis (Leichtathlet) (* 1978), US-amerikanischer Stabhochspringer
- Jacob C. Davis (1820–1883), US-amerikanischer Politiker
- Jacob E. Davis (1905–2003), US-amerikanischer Politiker
- Jalani Davis (* 2001), US-amerikanische Kugelstoßerin
- Jamale Davis (* ≈1990), US-amerikanischer  Jazzmusiker
- James Davis (* 1943), US-amerikanischer Bluesmusiker und Songwriter, siehe Boo Boo Davis
- James Davis (Footballspieler) (* 1957), US-amerikanischer American-Football-Spieler
- James Davis (Leichtathlet) (* 1976), US-amerikanischer Leichtathlet
- James Davis (Fußballspieler) (* 1995), äquatorialguineischer Fußballspieler
- James-Andrew Davis (* 1991), britischer Fechter
- James B. Davis (* 1935), pensionierter General
- James Benjamin Davis (* 1935), US-amerikanischer Opernsänger (Bassbariton)
- James Curran Davis (1895–1981), US-amerikanischer Politiker
- James E. Davis (1962–2003), US-amerikanischer Politiker
- James Harvey Davis (1853–1940), US-amerikanischer Politiker
- James Houston Davis (1899–2000), US-amerikanischer Politiker, siehe Jimmie Davis
- James J. Davis (1873–1947), US-amerikanischer Politiker
- James Peter Davis (1904–1988), US-amerikanischer Geistlicher, Erzbischof von Santa Fe
- James W. Davis (* 1963), US-amerikanischer Politikwissenschaftler und Hochschullehrer
- Jamie Davis (* 1981), britischer Schauspieler
- Jamin Davis (* 1998), US-amerikanischer American-Football-Spieler
- Jan Davis (Musiker) (1939–2014), US-amerikanischer Musiker
- Jan Davis (Astronautin) (Nancy Jan Davis; * 1953), US-amerikanische Astronautin
- Jarrad Davis (* 1994), US-amerikanischer American-Football-Spieler
- Jarret Davis (* 1989), belizischer Fußballspieler
- Jason Davis (Schauspieler, 1984) (1984–2020), US-amerikanischer Schauspieler und Synchronsprecher
- Jason Davis (Schauspieler, II), US-amerikanischer Schauspieler und Filmproduzent
- Jason Davis (Fußballspieler) (* 1984), bermudischer Fußballspieler
- Jaye Michael Davis (1943–2006), US-amerikanischer DJ
- Jeannine Davis-Kimball (1929–2017), US-amerikanische Archäologin
- Jeff Davis (Politiker) (Jefferson Davis; 1862–1913), US-amerikanischer Politiker
- Jeff Davis (Trompeter) (Jeffrey Hayes Davis; * 1952), US-amerikanischer Trompeter
- Jeff Davis (Turner) (Jeffrey Peter Davis; * 1954), britischer Turner
- Jeff Davis (Skispringer) (Jeffrey Logan Davis; * 1958), US-amerikanischer Skispringer
- Jeff Davis (Schauspieler) (Jeffrey John Davis, auch Jf Davis; * 1964), US-amerikanischer Schauspieler
- Jeff Davis (Produzent) (* 1975), US-amerikanischer Drehbuchautor und Fernsehproduzent
- Jeff Davis (Schlagzeuger), US-amerikanischer Jazzschlagzeuger und Komponist
- Jeff B. Davis (* 1973), US-amerikanischer Komödiant und Schauspieler
- Jeff Lo Davis, US-amerikanischer Gospelschlagzeuger
- Jefferson Davis (1808–1889), US-amerikanischer Politiker, Präsident der Konföderierten Staaten von 1861 bis 1865
- Jefferson C. Davis (1828–1879), US-amerikanischer General
- Jeffery Davis (* 1981), kanadischer Vibraphonist und Komponist
- Jehu Davis (1738–1802), US-amerikanischer Politiker (Delaware)
- Jenna Davis (* 2004), US-amerikanische Schauspielerin
- Jeremiah Davis (* 2001), US-amerikanischer Weitspringer
- Jerome Davis (Soziologe) (1891–1979), US-amerikanischer Soziologe
- Jerome Davis (Leichtathlet) (* 1977), US-amerikanischer Leichtathlet
- Jesse Davis (* 1965), US-amerikanischer Jazzmusiker
- Jesse Lee Davis (* 1964), US-amerikanischer Sänger und Songwriter
- Jessica Davis (Rhythmische Sportgymnastin) (* 1978), US-amerikanische Rhythmische Sportgymnastin
- Jessica Davis (Freestyle-Skierin) (* 1983), US-amerikanische Freestyle-Skierin
- Jessica Davis (Moderne Fünfkämpferin) (* 1992), US-amerikanische Moderne Fünfkämpferin
- Jessica Davis (Bobfahrerin) (* 1992), US-amerikanische Leichtathletin und Bobfahrerin
- Jessica Davis (Ruderin) (* 1998), simbabwische Ruderin
- Jim Davis (Schauspieler) (1909–1981), US-amerikanischer Schauspieler
- Jim Davis (Cartoonist) (James Robert Davis; * 1945), US-amerikanischer Comiczeichner
- Jim Davis (Politiker) (* 1957), US-amerikanischer Politiker
- Jimmie Davis (1899–2000), US-amerikanischer Sänger, Songwriter und Politiker (Louisiana)
- Jimmy Davis (1982–2003), englischer Fußballspieler
- Jo Ann Davis (1950–2007), US-amerikanische Politikerin
- Jo Cool Davis (1953–2016), US-amerikanischer Gospelsänger
- Joan Davis (1912–1961), US-amerikanische Schauspielerin
- Joe Davis (Musikverleger) (1896–1978), US-amerikanischer Musikproduzent und -verleger
- Joe Davis (Billardspieler) (1901–1978), englischer Billardspieler
- Joe Davis (Fußballspieler, 1938) (1938–2018), englischer Fußballspieler
- Joe Davis (Fußballspieler, 1941) (1941–2016), schottischer Fußballspieler
- Joe Davis (Künstler) (* 1953), US-amerikanischer Forscher und Künstler
- Joe Davis (Fußballspieler, 1993) (* 1993), englischer Fußballspieler
- Joe Davis (Dartspieler) (* 1997), englischer Dartspieler

- John Davis (Entdecker) (1550–1605), britischer Seefahrer und Entdecker
- John Davis (1738–1802), US-amerikanischer Politiker, siehe Jehu Davis
- John Davis (Robbenjäger) (1784–nach 1821), US-amerikanischer Robbenjäger
- John Davis (Politiker, 1787) (1787–1854), US-amerikanischer Politiker (Massachusetts)
- John Davis (Politiker, 1788) (1788–1878), US-amerikanischer Politiker (Pennsylvania)
- John Davis (Politiker, 1826) (1826–1901), US-amerikanischer Politiker (Kansas)
- John Davis (Gouverneur) (John Gilbert Davis; 1911–1989), britischer Offizier und Politiker, Vizegouverneur von Jersey
- John Davis (Bluesmusiker) (Blind John Davis; 1913–1985), US-amerikanischer Bluesmusiker
- John Davis (Gewichtheber) (1921–1984), US-amerikanischer Gewichtheber
- John Davis (Anthropologe) (1938–2017), britischer Anthropologe
- John Davis (Produzent) (* 1954), US-amerikanischer Filmproduzent
- John Davis (Sänger) (1954–2021), US-amerikanischer Sänger
- John Davis (Leichtathlet) (* 1977), US-amerikanischer Kugelstoßer
- John Ainsworth-Davis (1895–1976), britischer Sprinter
- John Bonthron Davis (* 1929), US-amerikanischer Ruderer und Olympiateilnehmer
- John Caswell Davis (1888–1953), kanadischer Politiker
- John David Davis (1867–1942), englischer Komponist
- John E. Davis (1913–1990), US-amerikanischer Politiker
- John Francis Davis (1795–1890), britischer Gouverneur von Hong Kong
- John G. Davis (1810–1866), US-amerikanischer Politiker
- John Gustave Davis (Johnnie Scat Davies, 1910–1983), US-amerikanischer Musiker und Schauspieler, siehe Johnnie Davis
- John James Davis (1835–1916), US-amerikanischer Politiker
- John King Davis (1884–1967), australischer Entdecker
- John Morgan Davis (1906–1984), US-amerikanischer Politiker
- John Scarlett Davis (1804–1845), englischer Maler
- John W. Davis (Politiker, 1826) (John William Davis; 1826–1907), US-amerikanischer Politiker
- John W. Davis (Politiker, 1873) (John William Davis; 1873–1955), US-amerikanischer Politiker, Diplomat und Jurist
- John Wesley Davis (1799–1859), US-amerikanischer Politiker
- John William Davis (Politiker) (1916–1992), US-amerikanischer Politiker (Georgia)
- Johnnie Davis (Johnny „Scat“ Davis; 1910–1983), US-amerikanischer Trompeter, Sänger und Schauspieler
- Johnny Davis (Baseballspieler, 1917) (1917–1982), US-amerikanischer Baseballspieler
- Johnny Davis (Basketballspieler, 1955) (* 1955), US-amerikanischer Basketballspieler und -trainer
- Johnny Davis (Footballspieler) (* 1956), US-amerikanischer American-Football-Spieler
- Johnny Davis (Baseballspieler, 1990) (* 1990), US-amerikanischer Baseballspieler
- Johnny Davis (Basketballspieler, 2002) (* 2002), US-amerikanischer Basketballspieler
- Jon Davis (* um 1965), US-amerikanischer Jazzmusiker
- Jonathan Davis, bekannt als Q-Tip (* 1970), amerikanischer Rapper
- Jonathan Davis (Rockmusiker) (* 1971), amerikanischer Rockmusiker
- Jonathan M. Davis (1871–1943), amerikanischer Politiker
- Jordan Davis (* 1988), US-amerikanischer Sänger und Songschreiber
- Jordan Davis (Footballspieler) (* 2000), US-amerikanischer American-Football-Spieler
- Jorge Davis (* 1985), costa-ricanischer Fußballspieler
- Joseph Davis (Trompeter), US-amerikanischer Trompeter
- Joseph J. Davis (1828–1892), US-amerikanischer Politiker
- Joseph Robert Davis (1825–1896), US-amerikanischer Jurist, Politiker und Offizier
- Joseph S. Davis, US-amerikanischer Ökonom
- Josh Davis (* 1972), US-amerikanischer Schwimmer
- Josie Davis (* 1973), US-amerikanische Schauspielerin und Filmproduzentin
- Judy Davis (* 1955), australische Schauspielerin
- Julia Davis (* 1966), britische Komikerin, Schauspielerin und Drehbuchautorin
- Julie Davis (* 1969), US-amerikanische Filmschaffende
- Justin Davis (* 1988), US-amerikanischer Fußballspieler

### K
- Kaela Davis (* 1995), US-amerikanische Basketballspielerin
- Karen Davis (1944–2023), US-amerikanische Tierrechtsaktivistin
- Kate Davis (* 1960), US-amerikanische Filmproduzentin, -regisseurin, -editorin und Kamerafrau
- Kathryn Wasserman Davis (1907–2013), US-amerikanische Philanthropin
- Kathy Davis (* 1956), US-amerikanische Politikerin
- Kay Davis (1920–2012), US-amerikanische Sängerin
- Keinan Davis (* 1998), englischer Fußballspieler
- Keith Davis (1930–2019), neuseeländischer Rugby-Union-Spieler
- Kelvin Davis (* 1976), englischer Fußballspieler
- Kelvin Davis (Politiker) (* 1967), neuseeländischer Politiker der New Zealand Labour Party
- Kendall Davis (* 1982), Fußballspieler aus Trinidad und Tobago
- Kenn Davis (1932–2010), US-amerikanischer Schriftsteller und Maler
- Kenneth C. Davis (* 1954), US-amerikanischer Historiker und Autor
- Kenneth Ronald Davis (* 1929), kanadischer Historiker
- Kenny Davis (* 1961), US-amerikanischer Jazzbassist
- Kevin Davis (* 1966), US-amerikanischer Turner
- Kevona Davis (* 2001), jamaikanische Sprinterin
- Keyshawn Davis (* 1999), US-amerikanischer Boxer
- Khris Davis (Baseballspieler) (* 1987), US-amerikanischer Baseballspieler
- Khris Davis (Schauspieler), US-amerikanischer Schauspieler
- Kia Davis (* 1976), liberianisch-US-amerikanische Leichtathletin
- Kim Davis (* 1965), US-amerikanische Standesbeamtin
- Kingsley Davis (1908–1997), US-amerikanischer Soziologe
- Kris Davis (* 1980), kanadische Jazzpianistin und Komponistin
- Kristin Davis (* 1965), US-amerikanische Schauspielerin
- Kurt Davis (* 1986), US-amerikanischer Eishockeyspieler
- Kyle Davis (Schauspieler) (* 1978), US-amerikanischer Schauspieler
- Kyle Davis (Tischtennisspieler) (* 1989), australischer Tischtennisspieler

### L
- L. J. Davis (Lawrence James Davis; 1940–2011), US-amerikanischer Schriftsteller
- Lanny Davis (* 1946), US-amerikanischer Jurist
- Larry Davis (Bluesmusiker) (1936–1994), US-amerikanischer Bluesmusiker
- Larry Davis (Mörder) (1966–2008), US-amerikanischer Krimineller in New York
- Larry S. Davis, US-amerikanischer Informatiker
- Lauren Davis (* 1993), US-amerikanische Tennisspielerin
- Legrome D. Davis (* 1952), US-amerikanischer Jurist
- Lem Davis (Saxophonist) (Lemuel Arthur Davis; 1914–1970), US-amerikanischer Jazz-Altsaxophonist
- Lem Davis (Softwareentwickler) (Lemuel Lanier Davis), US-amerikanischer Softwareentwickler und Hochschullehrer
- Leonard Davis (Leonard Ham Davis; 1905–1957), US-amerikanischer Jazztrompeter
- Lewis Davis (Bischof) (1814–1890), Bischof der Kirche der Vereinigten Brüder in Christo
- Lewis Davis (Unternehmer) (1829–1888), walisischer Unternehmer
- Liam Davis (* 1986), englischer Fußballspieler
- Lilian Hall-Davis (1898–1933), britische Schauspielerin
- Lincoln Davis (* 1943), US-amerikanischer Politiker
- Linda Davis (* 1962), US-amerikanische Sängerin
- Lindsey Davis (* 1949), britische Schriftstellerin
- Link Davis (1914–1972), US-amerikanischer Musiker
- Lisa Davis (* 1963), US-amerikanische Managerin
- Lisa Fagin Davis (* vor 1988), US-amerikanische Mittelalter- und Handschriftenexpertin
- Liselotte M. Davis (* 1935), deutsch-amerikanische Germanistin
- Lowndes Henry Davis (1836–1920), US-amerikanischer Politiker
- Lucy Davis (Schauspielerin) (* 1973), britische Schauspielerin
- Lucy Davis (Reiterin) (* 1992), US-amerikanische Springreiterin
- Lydia Davis (* 1947), US-amerikanische Schriftstellerin
- Lynn Davis (* 1944), US-amerikanische Fotografin

### M
- Mac Davis (1942–2020), US-amerikanischer Singer-Songwriter und Schauspieler
- Mackenzie Davis (* 1987), kanadische Schauspielerin
- Madeleine Davis (* 1952), US-amerikanische Sängerin
- Marc Davis (Animator) (1913–2000), US-amerikanischer Trickfilmzeichner
- Marc Davis (Astronom) (* 1947), US-amerikanischer Astronom
- Marc Davis (Schiedsrichter) (* 1967), US-amerikanischer Basketballschiedsrichter
- Marc Davis (Leichtathlet) (* 1969), US-amerikanischer Langstrecken- und Hindernisläufer
- Marc J. Davis (Snookerspieler) (* 1987), schottischer Snookerspieler
- Marchánt Davis, amerikanischer Schauspieler
- Marguerite Davis (1887–1967), US-amerikanische Biochemikerin, Mitarbeiterin von Elmer McCollum
- Marguerite Davis (1889–1978), US-amerikanische Illustratorin
- Mark Davis (Komponist), US-amerikanischer Filmkomponist und -produzent
- Mark Davis (Unternehmer) (* 1954/1955), US-amerikanischer Unternehmer
- Mark Davis (Unicode) (* 1952), US-amerikanischer Spezialist für Internationalisierung
- Mark Davis (Baseballspieler, 1960) (* 1960), US-amerikanischer Baseballspieler
- Mark Davis (Baseballspieler, 1964) (* 1964), US-amerikanischer Baseballspieler
- Mark Davis (Golfspieler) (* 1964), englischer Golfspieler
- Mark Davis (Pornodarsteller) (* 1965), britisches Model, Pornodarsteller, Tänzer und Regisseur
- Mark Davis (Snookerspieler) (* 1972), englischer Snookerspieler
- Mark Davis (Basketballspieler) (* 1973), US-amerikanischer Basketballspieler
- Mark Davis (Filmeditor), britischer Filmeditor, Regisseur und Produzent
- Mark E. Davis (* 1955), US-amerikanischer Chemieingenieur
- Mark H. Davis, US-amerikanischer Psychologe und Hochschullehrer
- Mark H. A. Davis (1945–2020), britischer Mathematiker
- Mark M. Davis (* 1952), US-amerikanischer Immunologe
- Martin Davis (1928–2023), US-amerikanischer Logiker und Informatiker
- Marty Davis (* 1958), US-amerikanischer Tennisspieler
- Marvin Davis (1925–2004), US-amerikanischer Unternehmer
- Matthew Davis (* 1978), US-amerikanischer Schauspieler
- Matthew L. Davis (um 1766–1850), US-amerikanischer Journalist
- Maurice Davis († 2012), US-amerikanischer Trompeter
- Max Leroy Davis (* 1945), australischer Geistlicher, Militärbischof von Australien
- Maxwell Davis (1916–1970), US-amerikanischer Saxophonist, Arrangeur und Produzent
- Megan Davis (* 1975), indigen-australische Menschenrechtsanwältin
- Mel Davis (1931–2004), US-amerikanischer Jazz- und Unterhaltungsmusiker
- Mendel Jackson Davis (1942–2007), US-amerikanischer Politiker
- Meryl Davis (* 1987), US-amerikanische Eiskunstläuferin
- Miah Davis (* 1981), US-amerikanischer Basketballspieler
- Michael Davis (Rugbyspieler) (* 1942), englischer Rugby-Union-Spieler
- Michael Davis (Bassist) (1943–2012), US-amerikanischer Bassist, Singer-Songwriter und Produzent
- Michael Davis (Regisseur) (* 1961), US-amerikanischer Regisseur und Drehbuchautor
- Michael Davis (Posaunist) (* 1961), US-amerikanischer Posaunist
- Michael Davis (Footballspieler) (* 1967), US-amerikanischer Footballspieler
- Michael Davis (Footballspieler, 1995) (* 1995), US-amerikanischer American-Football-Spieler
- Michael Davis (Schauspieler), US-amerikanischer Schauspieler
- Michael Davis (Produzent), US-amerikanischer Filmproduzent
- Michael Davis (Jongleur), US-amerikanischer Jongleur
- Miguel Davis (* 1966), costa-ricanischer Fußballspieler
- Mike Davis (1946–2022), US-amerikanischer Soziologe und Historiker
- Mike Davis (Footballspieler) (* 1993), US-amerikanischer American-Football-Spieler
- Mildred Davis (1901–1969), US-amerikanische Schauspielerin
- Miles Davis (1926–1991), US-amerikanischer Jazzmusiker
- Millie Davis (* 2006), kanadische Schauspielerin
- Moll Davis (Mary Davis; 1648–um 1700), englische Schauspielerin und Mätresse von König Karl II.
- Monnett Bain Davis (1893–1953), US-amerikanischer Diplomat
- Morris Davis (1904–1968), kanadischer Komponist, Arrangeur und Dirigent
- Muriel Davis (1940–2021), US-amerikanische Turnerin, siehe Muriel Grossfeld

### N
- Nancy Jan Davis (* 1953), US-amerikanische Astronautin, siehe Jan Davis (Astronautin)
- Natalie Zemon Davis (1928–2023), kanadisch-amerikanische Historikerin und Kulturwissenschaftlerin
- Nathan Davis (Afrikaforscher) (1812–1882), britischer Prediger und Afrikaforscher
- Nathan Davis (Schauspieler) (1917–2008), US-amerikanischer Schauspieler
- Nathan Davis (Musiker) (1937–2018), US-amerikanischer Jazzmusiker
- Nathaniel Davis (1925–2011), US-amerikanischer Diplomat
- Nathaniel Penistone Davis (1895–1973), US-amerikanischer Diplomat
- Nekoda Smythe-Davis (* 1993), britische Judoka
- Nicholas Davis junior (1825–1875), US-amerikanischer Politiker und Offizier
- Nick Davis (* vor 1980), britischer Spezialeffektkünstler
- Nicole Davis (* 1982), US-amerikanische Volleyballspielerin
- Nikolaus Davis (1883–1967), griechischer Maler
- Noah Davis (Politiker) (1818–1902), US-amerikanischer Politiker
- Noah Davis (Künstler) (1983–2015), US-amerikanischer Künstler
- Noah K. Davis (Noah Knowles Davis; 1830–1910), US-amerikanischer Psychologe, Philosoph und Hochschullehrer
- Noel Davis (1933–2015), britischer Ingenieur und Konstrukteur
- Norman Davis (1878–1944), US-amerikanischer Geschäftsmann, Diplomat und Rotkreuz-Funktionär

### O
- Oliver Davis (* 1993), US-amerikanischer Schauspieler
- Oliver Leydon-Davis (* 1990), neuseeländischer Badmintonspieler
- Oscar Hirsh Davis (1914–1988), US-amerikanischer Jurist
- Ossie Davis (1917–2005), US-amerikanischer Schauspieler
- Otis Davis (1932–2024), US-amerikanischer Sprinter und Leichtathlet
- Owen Davis (1874–1956), US-amerikanischer Dramatiker
- Owen Davis junior (1907–1949), US-amerikanischer Schauspieler

### P
- Pam Davis (Squashspielerin), neuseeländische Squashspielerin
- Pam Davis (Drehbuchautorin), Drehbuchautorin und Filmproduzentin
- Pamela Davis (Eiskunstläuferin) (Audrey Pamela Davis; * 1921), britische Eiskunstläuferin und Wertungsrichterin
- Pamela Davis (Schauspielerin) (* 1971), US-amerikanische Schauspielerin
- Parley Davis (1766–1848), US-amerikanischer Siedler und Brigadegeneral
- Patrick Davis (* 1986), US-amerikanischer Eishockeyspieler
- Patti Davis (* 1952), US-amerikanische Autorin
- Paul Davis (Sänger) (1948–2008), US-amerikanischer Sänger
- Paul Davis (Mediziner) (Paul J. Davis), US-amerikanischer Pharmakologe, Diabetologe und Endokrinologe
- Paul Davis (Segler) (* 1958), kanadisch-norwegischer Segler
- Paul Davis (Fußballspieler, 1961) (* 1961), englischer Fußballspieler
- Paul Davis (Politiker, 1961) (* 1961), kanadischer Politiker
- Paul Davis (Fußballspieler, 1962) (* 1962), jamaikanischer Fußballspieler
- Paul Davis (Baseballtrainer) (* 1964), US-amerikanischer Baseballtrainer
- Paul Davis (Fußballspieler, 1968) (* 1968), englischer Fußballspieler
- Paul Davis (Politiker, 1972) (* 1972), US-amerikanischer Politiker
- Paul Davis (Snookerspieler), englischer Snookerspieler
- Paul Davis (Softwareentwickler), britischer Softwareentwickler
- Paul Davis (Basketballspieler) (* 1984), US-amerikanischer Basketballspieler
- Paul Davis (Squashspieler), australischer Squashspieler
- Paulina Kellogg Wright Davis (1813–1876), US-amerikanische Abolitionistin und Sozialreformerin
- Pauline Davis (Politikerin) (1917–1995), US-amerikanische Politikerin
- Pauline Davis-Thompson (* 1966), bahamaische Leichtathletin
- Penny Stamper-Davis (* 1968), kanadische Seglerin
- Peter Davis (Regisseur) (* 1937), US-amerikanischer Filmregisseur, Produzent und Schriftsteller
- Peter Davis (Unternehmer) (* 1941), britischer Unternehmer
- Peter Davis (Soziologe) (* 1947), neuseeländischer Soziologe
- Peter Davis (Skilangläufer) (* 1947), US-amerikanischer Skilangläufer
- Peter Davis (Historiker), US-amerikanischer Theaterhistoriker, Regisseur, Dramaturg und Schauspieler
- Peter Lovell-Davis, Baron Lovell-Davis (1924–2001), britischer Politiker und Journalist
- Peter Edward Davis (1928–2019), britischer Ornithologe
- Peter George Davis (1923–2011), britischer Offizier
- Peter Hadland Davis (1918–1992), britischer Botaniker
- Peter S. Davis (1942–2021), US-amerikanischer Filmproduzent
- Phil Davis (1906–1964), US-amerikanischer Comiczeichner und Illustrator
- Philip Davis (Mathematiker) (1923–2018), US-amerikanischer Mathematiker
- Philip Davis (Politiker) (* 1951), bahamaischer Politiker und Anwalt
- Philip Davis (Schauspieler) (* 1953), englischer Schauspieler, Regisseur, Drehbuchautor und Komponist
- Pierpont Davis (1884–1953), US-amerikanischer Segler

### Q
- Quenese Davis (* 1988), US-amerikanische Basketballspielerin
- Quincy Davis (Musiker) (* 1977), US-amerikanischer Jazzmusiker
- Quincy Davis (Basketballspieler) (* 1983), US-amerikanisch-taiwanesischer Basketballspieler

### R
- Rachel Davis, australische Fernsehproduzentin und Drehbuchautorin
- Ralph Henry Carless Davis (1918–1991), britischer Historiker
- Ray Davis (Musiker) (1940–2005), englischer Musiker
- Raymond Davis junior (1914–2006), US-amerikanischer Physiker und Chemiker
- Raymond Allen Davis (* 1973), US-amerikanischer Konsulatsangestellter und Geheimdienstmitarbeiter
- Rebecca Harding Davis (1831–1910), US-amerikanische Schriftstellerin
- Rees Alfred Davis (1856–1940), südafrikanischer Pflanzenzüchter
- Regi Davis (* vor 1990), US-amerikanischer Schauspieler
- Reuben Davis (Politiker) (1813–1890), US-amerikanischer Politiker
- Reuben Davis (Footballspieler) (* 1965), US-amerikanischer Footballspieler
- Ricardo Ffrench-Davis (* 1936), chilenischer Ökonom
- Richard Davis (Jazzmusiker) (1930–2023), US-amerikanischer Jazz-Bassist
- Richard Davis (Fußballspieler) (* 1943), britischer Fußballspieler
- Richard Davis (Herausgeber) (* 1945), britischer Herausgeber und Autor von Horrorliteratur
- Richard Davis (Technomusiker) (* 1952), US-amerikanischer Technomusiker
- Richard Davis (Cricketspieler) (1966–2003), britischer Cricketspieler
- Richard Davis (Snookerspieler), englischer Snookerspieler
- Richard A. Davis, US-amerikanischer Ökonom und Ökonometriker
- Richard D. Davis (1799–1871), US-amerikanischer Politiker (New York)
- Richard Earl Davis, Geburtsname von Dick Davis (1917–1954), US-amerikanischer Saxophonist und Bandleader
- Richard G. Davis, amerikanischer Astronom und Asteroidenentdecker
- Richard Harding Davis (1864–1916), US-amerikanischer Schriftsteller, Journalist und Dramatiker
- Richard Joseph Davis (1921–1999), US-amerikanischer Politiker
- Richard Peter Davis (* 1957), US-amerikanischer Gitarrist und Bandleader
- Rick Davis (* 1958), US-amerikanischer Fußballspieler
- Ricky Davis (* 1979), US-amerikanischer Basketballspieler
- Robert Davis (Boxer, 1971) (Robert C. Davis, Jr.; * 1971), US-amerikanischer Boxer
- Robert Davis (Boxer, 1979) (Robert Eugene Davis; * 1979), US-amerikanischer Boxer
- Robert Atkinson Davis (1841–1903), kanadischer Politiker
- Robert C. Davis (* 1948), US-amerikanischer Historiker
- Robert Edward Davis, eigentlicher Name von B-Tight (* 1979), deutscher Rapper
- Robert Lee Davis (1893–1967), US-amerikanischer Politiker
- Robert T. Davis (Robert Thompson Davis; 1823–1906), US-amerikanischer Politiker
- Robert Thomas Davis (1927–2010), US-amerikanischer American-Football-Spieler und Politiker
- Robert William Davis (1932–2009), US-amerikanischer Politiker
- Robert Wyche Davis (1849–1929), US-amerikanischer Politiker
- Rod Davis (* 1955), US-amerikanisch-neuseeländischer Segler
- Rodney Lee Davis (* 1970), US-amerikanischer Politiker
- Roger Davis (Politiker) (1762–1815), US-amerikanischer Politiker
- Roger Davis (Schauspieler, 1884) (1884–1980), US-amerikanischer Schauspieler
- Roger Davis (Footballspieler) (* 1938), US-amerikanischer  American-Football-Spieler
- Roger Davis (Schauspieler, 1939) (* 1939), US-amerikanischer Schauspieler
- Roman Griffin Davis (* um 2008), britischer Schauspieler
- Ron Davis (Ronald Davis; * 1937), US-amerikanischer Maler, Grafiker und Objektkünstler
- Ronald Davis (Hockeyspieler) (1914–1989), britischer Feldhockeyspieler
- Ronald D. Davis (Ronald Dell Davis; * 1942), US-amerikanischer Pädagoge
- Ronald W. Davis (Ronald Wayne Davis; * 1941), US-amerikanischer Biochemiker, Genetiker und Hochschullehrer
- Roy Elonza Davis (1890–1966), US-amerikanischer Reiseprediger
- Russell C. Davis (* 1938), pensionierter Generalleutnant der US Air Force
- Ruth M. Davis (1928–2012), US-amerikanische Mathematikerin und Informatikerin
- Ryan Davis (Eishockeyspieler, 1978) (* 1978), kanadischer Eishockeyspieler
- Ryan Davis (Musiker) (* 1983), deutscher Musikproduzent, DJ und Grafiker
- Ryan Davis (Rugbyspieler) (* 1985), englischer Rugby-Union-Spieler
- Ryan Davis (Eishockeyspieler, 1993) (* 1993), kanadischer Eishockeyspieler
- Ryan T. Davis (1978/1979–2013), US-amerikanischer Journalist

### S
- Sam Davis (Spion) (1842–1863), Soldat des konföderierten Heeres und Spion
- Sam Davis (Politiker) (1903–??), namibischer Journalist und Politiker
- Sam Davis (Footballspieler) (1944–2019), US-amerikanischer American-Football-Spieler
- Sam Davis (Filmproduzent), deutsch-US-amerikanischer Filmproduzent
- Sam A. Davis, Kameramann und Filmemacher
- Sammi Davis (* 1964), britische Schauspielerin und Fotografin
- Sammy Davis (Rennfahrer) (Sydney Charles Houghton Davis; 1887–1981), britischer Motorsportjournalist und Automobilrennfahrer
- Sammy Davis senior (1900–1988), US-amerikanischer Tänzer und Sänger
- Sammy Davis, Jr. (1925–1990), US-amerikanischer Sänger, Tänzer und Schauspieler
- Samuel Davis (1774–1831), US-amerikanischer Politiker
- Sarah Davis (Bischöfin) (Sarah Frances Taylor Davis; 1948–2013), US-amerikanische Geistliche, Bischöfin von San Antonio
- Sarah Davis (Illustratorin) (* 1971), australische Illustratorin
- Sarah Davis (Eishockeyspielerin) (* 1992), kanadische Eishockeyspielerin
- Scott Davis, bekannt als Mac Davis (1942–2020), US-amerikanischer Singer-Songwriter
- Scott Davis (Manager) (* 1952), US-amerikanischer Manager
- Scott Davis (Leichtathlet) (* 1961), US-amerikanischer Stabhochspringer
- Scott Davis (Tennisspieler) (* 1962), US-amerikanischer Tennisspieler
- Scott Davis (Footballspieler) (* 1965), US-amerikanischer Footballspieler
- Scott Davis (Eiskunstläufer) (* 1972), US-amerikanischer Eiskunstläufer
- Scott Davis (Radsportler) (* 1979), australischer Radrennfahrer
- Scott D. Davis (* 1973),	US-amerikanischer Musiker
- Sean Davis (Fußballspieler, 1979) (* 1979), englischer Fußballspieler
- Sean Davis (Footballspieler) (* 1993), US-amerikanischer Footballspieler
- Sean Davis (Fußballspieler, 1993) (* 1993), US-amerikanischer Fußballspieler
- Shanesia Davis-Williams (* 1966), US-amerikanische Schauspielerin
- Shani Davis (* 1982), US-amerikanischer Eisschnellläufer
- Shaquan Davis (* 2000), jamaikanischer Fußballspieler
- Sharen Davis (* 1957), US-amerikanische Kostümbildnerin
- Sheena Davis (* 1968), britische Sängerin
- Sidney Davis, US-amerikanischer Filmschauspieler, Drehbuchautor und Filmproduzent
- Sin Davis (* 1997), deutscher Hip-Hop-Musiker
- Skeeter Davis (1931–2004), US-amerikanische Sängerin
- Spanky Davis (1943–2014), US-amerikanischer Trompeter
- Spencer Davis (1939–2020), britischer Musiker
- Stanley Clinton Davis (1928–2023), britischer Politiker (Labour Party)
- Stanton Davis (* 1945), US-amerikanischer Musiker
- Steph Davis (* 1973), amerikanische Alpinistin, Base-Jumperin und Wingsuit-Pilotin
- Stephen Davis (Journalist) (* 1947), US-amerikanischer Musikjournalist
- Stephen H. Davis (1939–2021), US-amerikanischer Ingenieur und Mathematiker
- Stephen J. Davis (* 1966), US-amerikanischer Religionswissenschaftler
- Steve Davis (Bassist) (1929–1987), US-amerikanischer Bassist
- Steve Davis (* 1957), englischer Snookerspieler
- Steve Davis (Fußballspieler, 1965) (Steven Peter Davis; * 1965), englischer Fußballspieler
- Steve Davis (Posaunist) (* 1967), US-amerikanischer Posaunist
- Steve Davis (Fußballspieler, 1968) (Stephen Mark Davis; * 1968), englischer Fußballspieler
- Steven Davis (* 1985), nordirischer Fußballspieler
- Stringer Davis (1899–1973), britischer Schauspieler
- Stuart Davis (Maler) (1894–1964), amerikanischer Maler
- Stuart Davis (Sänger) (* 1971), amerikanischer Sänger
- Susan Davis (* 1944), US-amerikanische Politikerin
- Susannah Leydon-Davis (* 1992), neuseeländische Badmintonspielerin
- Suzanne Davis (* 1978), US-amerikanische Schauspielerin

### T
- Talia A. Davis, US-amerikanische Schauspielerin und Synchronsprecherin
- Tamari Davis (* 2003), US-amerikanische Leichtathletin
- Tamra Davis (* 1962), US-amerikanische Regisseurin
- Tara Davis-Woodhall (* 1999), US-amerikanische Weitspringerin
- Tenika Davis (* 1985), kanadische Schauspielerin und Model
- Terence Davis (* 1997), US-amerikanischer Basketballspieler
- Terrell Davis (* 1972), US-amerikanischer American-Football-Spieler
- Terril Davis (* 1968), US-amerikanischer Leichtathlet
- Terry Davis (1938–2024), britischer Politiker
- Theodore Davis (Politiker) (um 1778–1841), kanadischer Politiker
- Theodore M. Davis (1837–1915), US-amerikanischer Rechtsanwalt und Mäzen
- Theodore R. Davis (1840–1894), US-amerikanischer Maler
- Theron Davis (* 1967), bahamaischer Fußballspieler
- Thomas Davis (Politiker) (1806–1895), US-amerikanischer Politiker (Rhode Island)
- Thomas Davis (Dichter) (1814–1845), irischer Politiker, Dichter und Patriot
- Thomas Davis (Footballspieler) (* 1983), US-amerikanischer American-Football-Spieler
- Thomas Davis (Radsportler) (* 1977), US-amerikanischer Para-Radsportler
- Thomas Davis (Triathlet) (* 1995), britischer Triathlet
- Thomas Aspinwall Davis (1798–1845), US-amerikanischer Politiker
- Thomas Beall Davis (1828–1911), US-amerikanischer Politiker
- Thomas Benjamin Davis (1867–1942), britischer Geschäftsmann, Regattasegler und Philanthrop
- Thomas Clayton Davis (1889–1960), kanadischer Ingenieur, Offizier und Diplomat
- Thomas F. Davis (1804–1871), US-amerikanischer Geistlicher, Bischof von South Carolina
- Thomas Henry Davis (1918–1999), US-amerikanischer Unternehmer
- Thomas Hoyt Davis (1892–1969), US-amerikanischer Jurist
- Thomas M. Davis (* 1949), US-amerikanischer Politiker
- Thomas Osborne Davis (1856–1917), kanadischer Politiker
- Thomas Terry Davis (1765–1807), US-amerikanischer Politiker
- Thomas Treadwell Davis (1810–1872), US-amerikanischer Politiker
- Thornetta Davis (* 1963), US-amerikanische Blues- und R&B-Sängerin
- Thulani Davis (* 1949), US-amerikanische Dramatikerin, Journalistin, Librettistin, Schriftstellerin, Lyrikerin und Hochschullehrerin
- Timothy Davis (Politiker, 1794) (1794–1872), US-amerikanischer Politiker (Iowa)
- Timothy Davis (Politiker, 1821) (1821–1888), US-amerikanischer Politiker (Massachusetts)
- Timothy Davis-Reed, US-amerikanischer Schauspieler
- Tom Davis (Fußballspieler, 1911) (Thomas Lawrence Davis; 1911–1987), irischer Fußballspieler
- Tom Davis (Politiker) (Thomas R. A. H. Davis; 1917–2007), Politiker der Cook-Inseln
- Tom Davis (Komiker) (1952–2012), US-amerikanischer Komiker und Drehbuchautor
- Tom Davis (Schauspieler), britischer Schauspieler und Drehbuchautor
- Tom Davis (Fußballspieler, 1984) (* 1984), englischer Fußballspieler
- Tom B. Davis (1867–1931), britischer Dirigent
- Tracey Davis (* 1977), australische Synchronschwimmerin
- Tracy Davis, US-amerikanische Schauspielerin
- Trevaia Williams-Davis (* 1968), US-amerikanische Leichtathletin
- Trina Davis (* 2001), US-amerikanisch-fidschianische Fußballspielerin
- Troy Davis (1968–2011), US-amerikanischer verurteilter Mörder
- Tyrone Davis (1938–2005), US-amerikanischer Soulsänger

### U
- Ulysses Davis (1872–1924), US-amerikanischer Regisseur

### V
- Vaginal Davis, amerikanische Künstlerin, Performerin, Malerin, Kuratorin, Komponistin, Filmemacherin und Schriftstellerin
- Varina Davis (1826–1906), US-amerikanische Schriftstellerin und Journalistin, Ehefrau von Jefferson Davis
- Varina Anne Davis (Winnie Davis; 1864–1898), US-amerikanische Schriftstellerin und Künstlerin
- Vernon Davis (* 1984), US-amerikanischer American-Football-Spieler
- Vicki Davis (* 1980), US-amerikanische Schauspielerin
- Victor Davis (1964–1989), kanadischer Schwimmer
- Vincent Davis (* 1957), US-amerikanischer Jazzschlagzeuger
- Viola Davis (* 1965), US-amerikanische Schauspielerin
- Virginia Davis (1918–2009), US-amerikanische Schauspielerin
- Viveka Davis (* 1969), US-amerikanische Schauspielerin
- Vonte Davis (1988–2024), US-amerikanischer American-Football-Spieler

### W
- W. Eugene Davis (* 1936), US-amerikanischer Jurist
- Wade Davis (Anthropologe) (Edmund Wade Davis; * 1953), kanadischer Anthropologe und Ethnobotaniker
- Wade Davis (Footballspieler) (* 1977), US-amerikanischer American-Football-Spieler und LGBT-Aktivist
- Wade Davis (Eishockeyspieler) (* 1982), kanadischer Eishockeyspieler
- Wade Davis (Baseballspieler) (* 1985), US-amerikanischer Baseballspieler
- Walter Davis (Botaniker) (1847–1930), britischer Botaniker und Pflanzenjäger
- Walter Davis (Fußballspieler) (1888–1937), walisischer Fußballspieler
- Walter Davis (Bluesmusiker) (1912–1963), US-amerikanischer Blues-Pianist und -Sänger
- Walter Davis junior (1932–1990), US-amerikanischer Jazzpianist, Komponist und Arrangeur
- Walter Davis (Basketballspieler) (1954–2023), US-amerikanischer Basketballspieler
- Walter Davis (Leichtathlet) (* 1979), US-amerikanischer Dreispringer
- Walter Francis „Buddy“ Davis (1931–2020), US-amerikanischer Hochspringer; siehe Walt Davis
- Walter Naylor Davis (1876–1951), US-amerikanischer Politiker
- Wantha Davis (1917–2012), US-amerikanische Jockey
- Warren R. Davis (1793–1835), US-amerikanischer Politiker
- Warwick Davis (* 1970), US-amerikanischer Schauspieler
- Watson Davis (1896–1967), US-amerikanischer Wissenschaftsjournalist und -organisator
- Wee Willie Davis (William Davis; 1906–1981), US-amerikanischer Schauspieler
- Wendy Davies (Historikerin) (* 1942), britische Historikerin
- Wendy Davis (Politikerin) (* 1963), US-amerikanische Politikerin
- Wendy Davis (Schauspielerin) (* 1966), US-amerikanische Schauspielerin
- Westmoreland Davis (1859–1942), US-amerikanischer Politiker
- Wild Bill Davis (1918–1995), US-amerikanischer Jazzmusiker
- Will Davis (Radsportler) (William Alfred Davis; 1877–1932), französischer Radsportler
- Will Davis (Musiker) (William E. Davis; 1926–1984), US-amerikanischer Jazzmusiker
- Will Davis (Psychotherapeut) (* 1943), amerikanischer Psychotherapeut
- Will Davis (Komiker), US-amerikanischer Komiker
- Will Davis (Sammler), US-amerikanischer Schreibmaschinensammler
- Will Davis (Schriftsteller) (* 1980), britischer Schriftsteller
- Will Davis (Footballspieler, 1986) (* 1986), US-amerikanischer American-Football-Spieler (Linebacker)
- Will Davis (Footballspieler, 1990) (* 1990), US-amerikanischer American-Football-Spieler (Cornerback)
- William Davis (Maler) (1812–1873), irischer Maler
- William Davis (Journalist) (1933–2019), britischer Journalist und Autor
- William Davis (Mediziner) (* 1957), US-amerikanischer Kardiologe und Autor
- William B. Davis (Zoologe) (1902–1995), US-amerikanischer Zoologe
- William Bruce Davis (* 1938), kanadischer Schauspieler
- William C. Davis (Politiker) (1867–1934), US-amerikanischer Politiker
- William C. Davis (Historiker) (* 1946), US-amerikanischer Historiker
- William George Mackey Davis (1812–1898), US-amerikanischer Brigadegeneral
- William Grenville Davis (* 1929), kanadischer Politiker, siehe Bill Davis
- William Morris Davis (1850–1934), US-amerikanischer Naturwissenschaftler
- William Morris Davis (Politiker) (1815–1891), US-amerikanischer Politiker
- William T. Davis (William Thompson Davis; 1862–1945), US-amerikanischer Insektenkundler und Historiker
- William Watts Hart Davis (1820–1910), US-amerikanischer Jurist, Offizier, Politiker und Historiker
- Willie Davis (Footballspieler, 1934) (William Delford Davis; 1934–2020), US-amerikanischer American-Football-Spieler und Unternehmer
- Willie Davis (Rugbyspieler), walisischer Rugby-League-Spieler
- Willie Davis (Baseballspieler) (William Henry Davis; 1940–2010), US-amerikanischer Baseballspieler und Schauspieler
- Willie Davis (Basketballspieler) (Willie Edward Davis; * 1945), US-amerikanischer Basketballspieler
- Willie Davis (Footballspieler, 1967) (Willie Clark Davis; * 1967), US-amerikanischer American-Football-Spieler
- Woodbury Davis (1818–1871), US-amerikanischer Anwalt und Politiker
- Wyatt Davis (* 1999), US-amerikanischer American-Football-Spieler

### X
- Xavier Davis (* 1971), US-amerikanischer Jazzmusiker

### Z
- Zara Davis (* 1966), englische Windsurferin